# QV31
QV 31 est un des tombeaux situé dans la vallée des Reines, dans la nécropole thébaine, sur la rive ouest du Nil face à Louxor en Égypte.

## Description
QV 31 est la tombe d'une reine inconnue de la XIXe dynastie.